# 광주광산우체국
광주광산우체국(光州光山郵遞局)은 대한민국 광주광역시 광산구 사암로171번길 32에 있는 과학기술정보통신부 우정사업본부 전남지방우정청 소속의 우편물 취급기관이다.

## 역사
- 2001년 6월 9일: 광주도산동우편취급소를 광산구 도산동 1042-3에서 도산동 1077-1 우미아파트상가 101호로 이전[1]
- 2014년 7월 7일: 호남대학교우체국이 광주광산우체국과 통폐합되어 폐국[2]
- 2018년 3월 31일: 광주하남금호우편취급국 폐국[3]

## 관할 우체국
| 우체국명               | 사진 | 주소                                                         | 비고                 |
| ---------------------- | ---- | ------------------------------------------------------------ | -------------------- |
| 광주도신동우편취급소   |      | 광주광역시 광산구 도산동 1077-1 우미아파트상가 101호         | 2001년 6월 9일 이전  |
| 광주동곡동우체국       |      | 광주광역시 광산구 동곡로185번길 17 (하산동)                  |                      |
| 광주본량동우체국       |      | 광주광역시 광산구 평촌길 111(남산동)                         |                      |
| 광주비아동우체국       |      | 광주광역시 광산구 비아안길 74(비아동)                        |                      |
| 광주삼도동우체국       |      | 광주광역시 광산구 삼도로 340 (도덕동)                        |                      |
| 광주소촌동우편취급국   |      | 광주광역시 광산구 어등대로665번길 27 (소촌동, 서라1차아파트) |                      |
| 광주송정동우체국       |      | 광주광역시 광산구 광산로 35 (송정동)                         |                      |
| 광주신가동우체국       |      | 광주광역시 광산구 신가로 32(신가동)                          |                      |
| 광주신창동우체국       |      | 광주광역시 광산구 신창로 61(신창동)                          |                      |
| 광주운남동우체국       |      | 광주광역시 광산구 목련로273번안길 7 (운남동)                 |                      |
| 광주월계동우편취급국   |      | 광주광역시 광산구 산월로 9(월계동)                           |                      |
| 광주월곡동우체국       |      | 광주광역시 광산구 사암로340번안길 13 (월곡동)                |                      |
| 광주임곡동우체국       |      | 광주광역시 광산구 고봉로 804-1(임곡동)                       |                      |
| 광주첨단동우체국       |      | 광주광역시 광산구 첨단중앙로124번길 6 (월계동)               |                      |
| 광주평동우체국         |      | 광주광역시 광산구 평동로 799(옥동)                           |                      |
| 광주하남2지구우체국    |      | 광주광역시 광산구 용아로379번길 83 (산정동)                  |                      |
| 광주하남금호우편취급국 |      | 광주광역시 광산구 월곡산정로 71(월곡동)                      | 2018년 3월 31일 폐국 |
| 광주하남동우체국       |      | 광주광역시 광산구 하남산단4번로 172(장덕동)                  |                      |
| 호남대학교우체국       |      | 광주광역시 광산구 어등대로 417                               | 2014년 7월 7일 폐국  |
| 호남대학교우편취급국   |      | 광주광역시 광산구 어등대로 417(서봉동 호남대학교광산캠퍼스)  |                      |